# Seize arhats

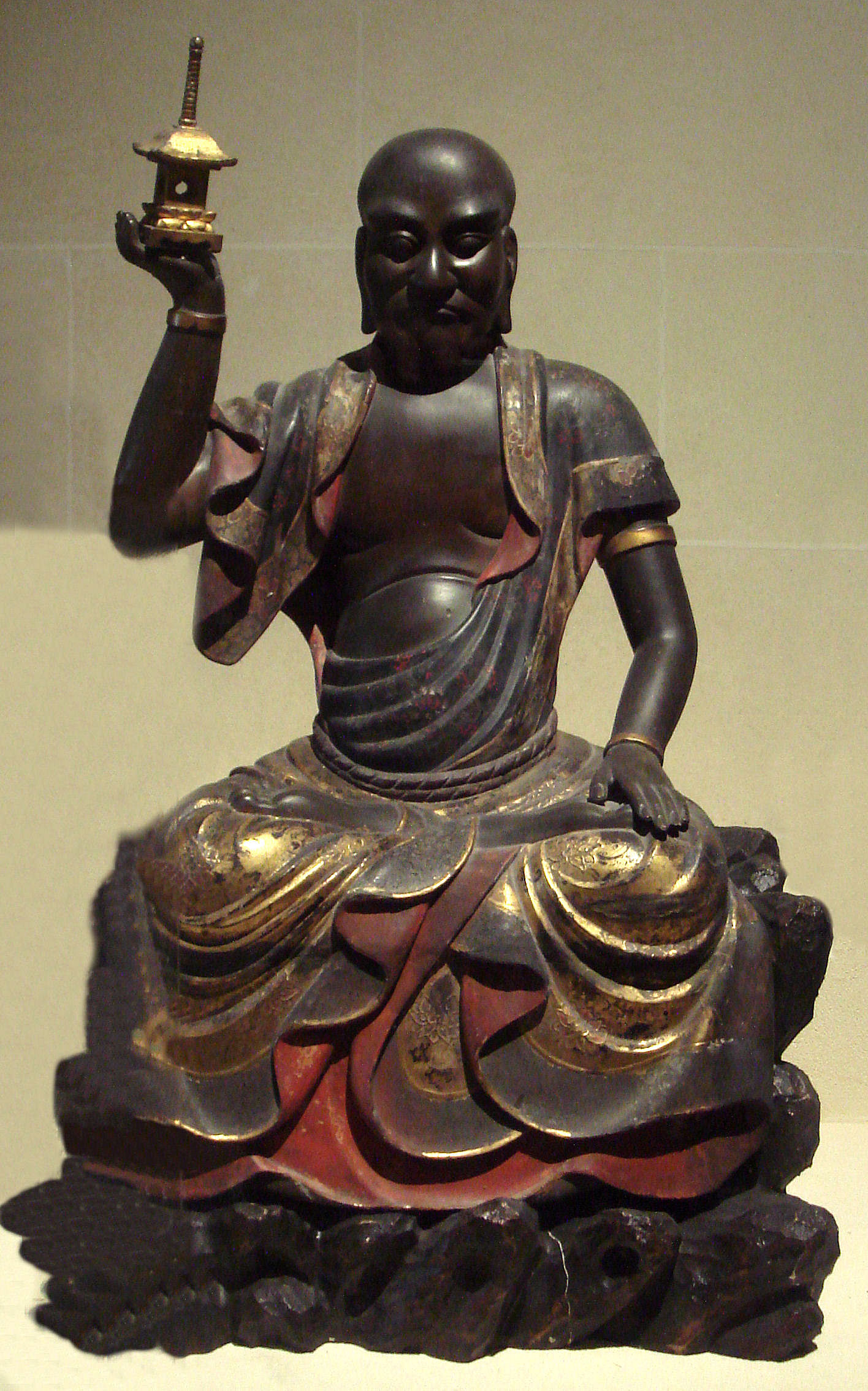
Ańgaja (Ingada sonja) brandissant un stupa miniature votif (. Musée Guimet.

Les seize arhats (chinois simplifié : 十六罗汉 ; chinois traditionnel : 十六羅漢 ; pinyin : shíliù luóhàn, 十六羅漢 (Juroku Rakan), tibétain : གནས་བརྟན་བཅུ་དྲུག, THL : Neten Chudrug), parfois portés au nombre de dix-huit arhats, sont des personnages de la mythologie bouddhique ayant atteint le stade d'arhat, c'est-à-dire de saints hommes prédécesseurs ou disciples du Bouddha.

## Description
Les seize arhats sont particulièrement populaires dans le bouddhisme chinois chan et ses dérivés (son coréen et zen japonais), où ils sont considérés comme des modèles de bonne conduite.

## Histoire

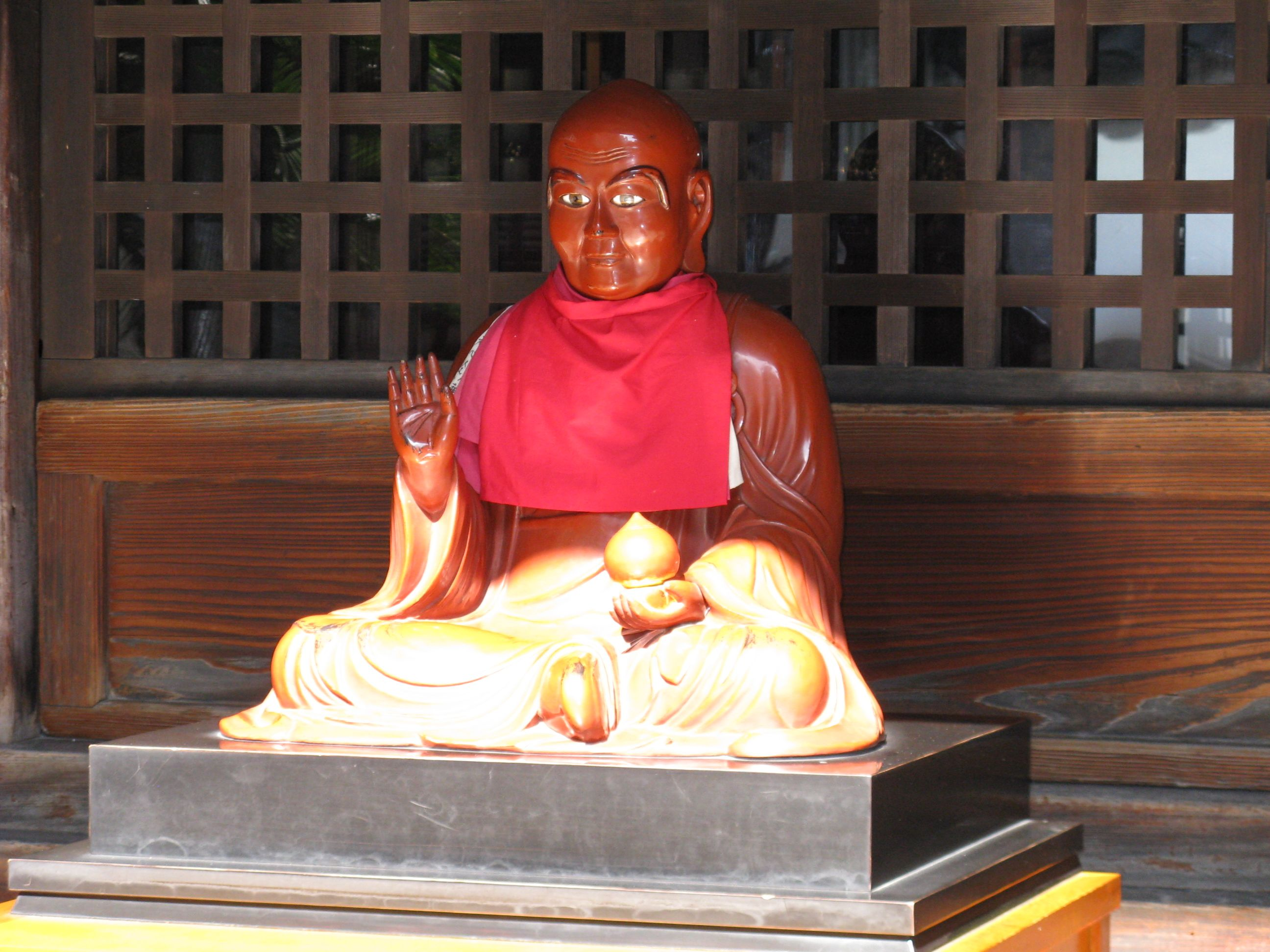
Statue de Pindolabharadrāja (Binzuru) au temple Mitsu-tera, Osaka.

À l'origine, le groupe était composé de 10 disciples de Gautama, bien que les plus anciens soutras indiens indiquent que quatre d'entre eux, Pindola, Kundadhana, Panthaka et Nakula, avaient pour instruction d'attendre l'arrivée de Maitreya (dont l'incarnation chinoise est Budai). Les plus anciennes représentations chinoise des arhats se situent au début du IVe siècle et se concentrent principalement sur Pindola, popularisé en art par le livre « Méthodes de prières à Pindola » (请宾度罗法 / 請賓度羅法, qǐng bīndùluó fǎ).

Leur nombre atteignit dix-huit entre la fin de la Dynastie Tang et le début de la Période des Cinq Dynasties et des Dix Royaumes[réf. nécessaire].

## Liste

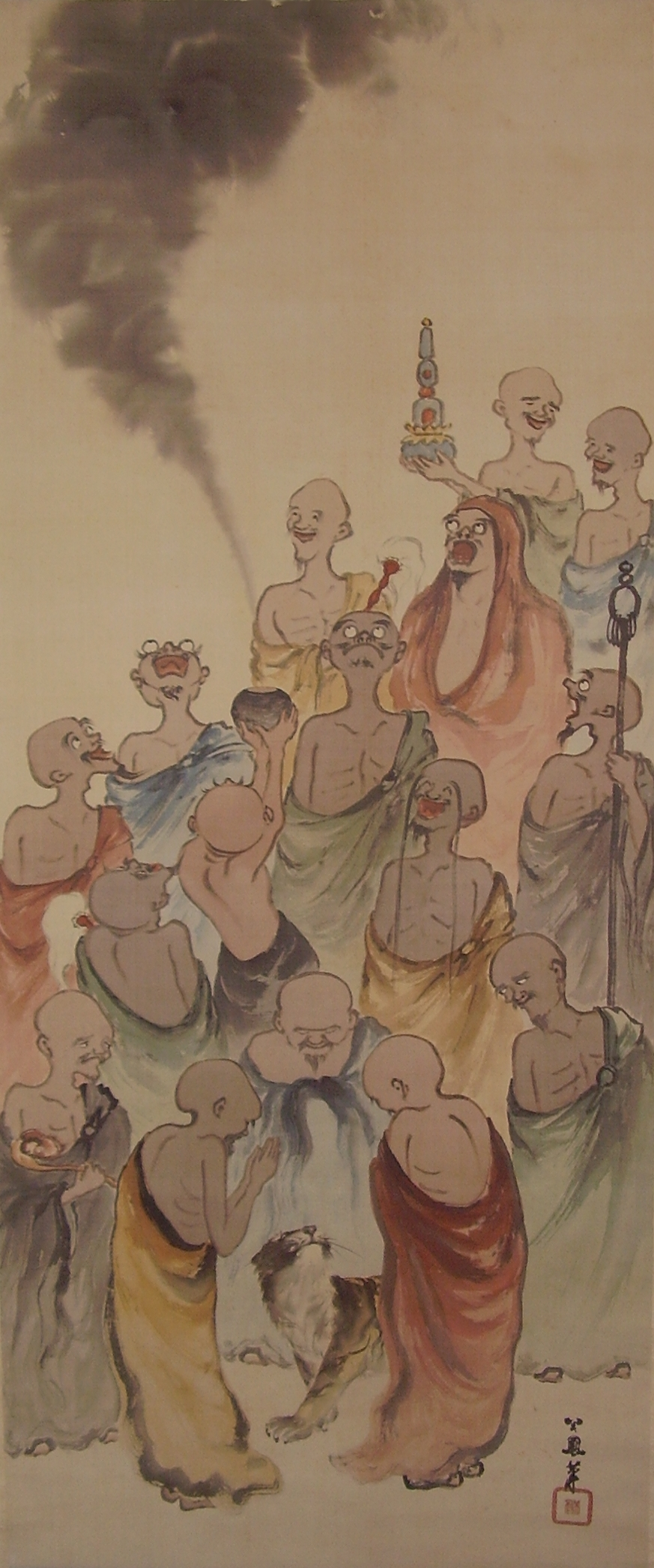
Les seize arhats, chacun avec un objet symbolique qui lui est associé. Peinture japonaise de style « caricature aimable » (gentle caricature), fin du XIXe siècle - début du XXe siècle.

- Pindolabharadrāja (賓度羅跋囉惰闍尊者, Bindora Baradāja sonja)
- Kanakavatsa (迦諾迦伐蹉尊者, Kanakabassa sonja)
- Kanakabharadrāja (迦諾迦跋釐堕闍尊者, Kanakabarudaja sonja)
- Subinda (蘇頻陀尊者, Subinda sonja)
- Nakula (諾距羅尊者, Nakola sonja)
- Bhadra (跋陀羅尊者, Badara sonja)
- Kālika (迦哩迦尊者, Kalika sonja)
- Vajraputra (伐闍羅弗多羅尊者, Bajarabutara sonja)
- Jīvaka (戎博迦尊者, Jubaka sonja)
- Panthaka (半託迦尊者, Hantaka sonja)
- Rāhula (囉怙羅尊者, Ragon sonja)
- Nāgasena (那伽犀那尊者, Nagasena sonja)
- Ańgaja (因掲陀尊者, Ingada sonja)
- Vanavāsin (伐那婆斯尊者, Banabasu sonja)
- Ajita (阿氏多尊者, Ajita sonja)
- Cūdapanthaka (注荼半吒迦尊者, Chudahantaka sonja)

## Dix-huit arhats

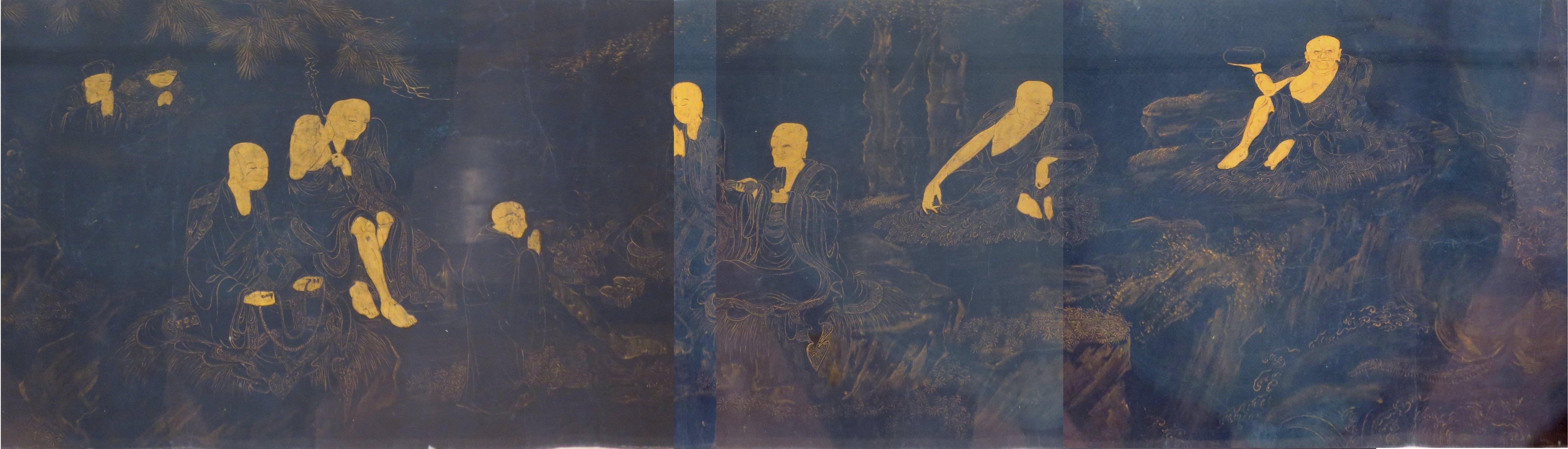

Parfois, le nombre se monte à dix-huit, en ajoutant Nandimitra et un second Pindola, ou parfois le traducteur Kumarajiva.
1. Pindola-bharadvaja (宾度罗跋啰惰阇)
2. Kanaka-vatsa (迦諾迦伐蹉)
3. Kanaka-bharadvaja (迦诺迦跋厘惰阇)
4. Suvinda (蘇頻陀)
5. Nakula (诺距罗)
6. Bhadra (跋陀羅)
7. Karika (迦理迦)
8. Vajra-putra (伐闍羅弗多羅)
9. Svaka (戍博迦)
10. Panthaka (半託迦)
11. Rahula (羅怙羅)
12. Nagasena (那伽犀那)
13. Ingata (因揭陀)
14. Vanavasin (伐那婆斯)
15. Ajita (阿氏多)
16. Cuda-panthaka (注荼半託迦)
17. Kasyapa ((迦叶尊者) (嘎沙鸦巴尊者)
18. Maitreya ((弥勒尊者) (纳答密答喇尊者)

## Galerie

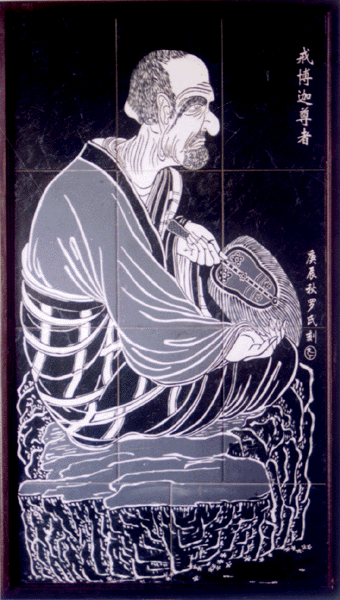
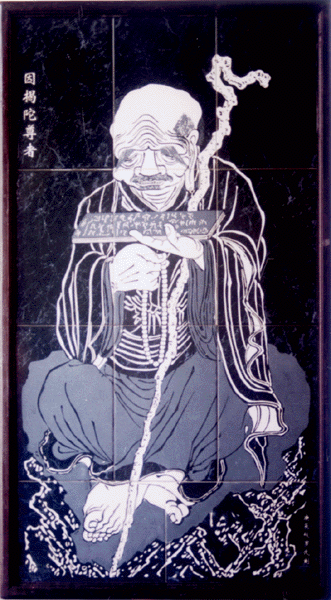
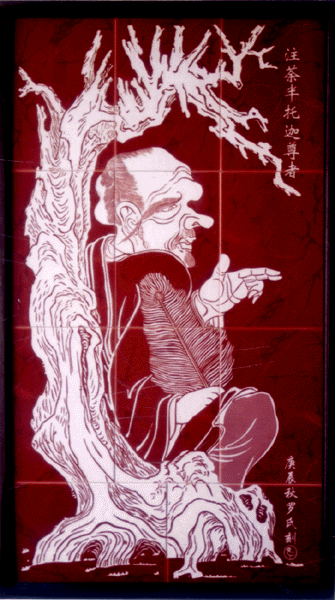
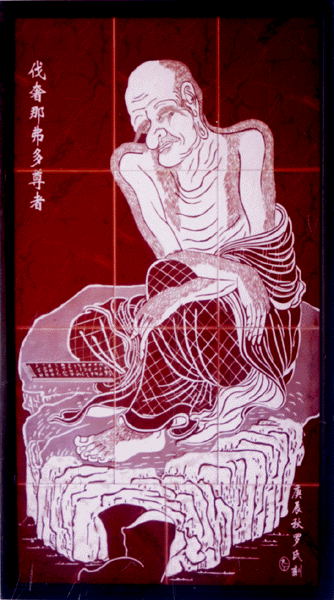
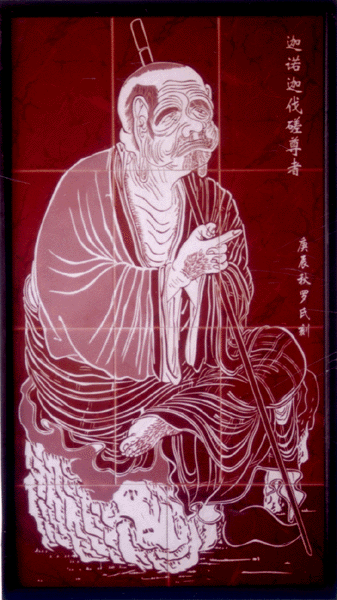
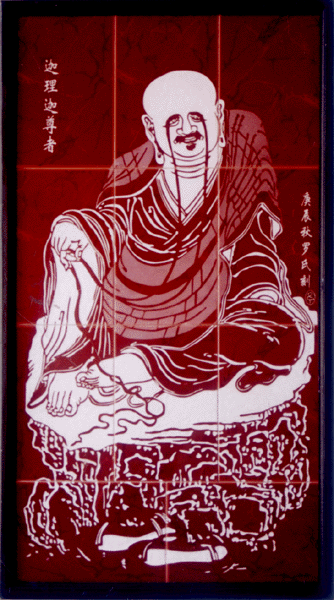
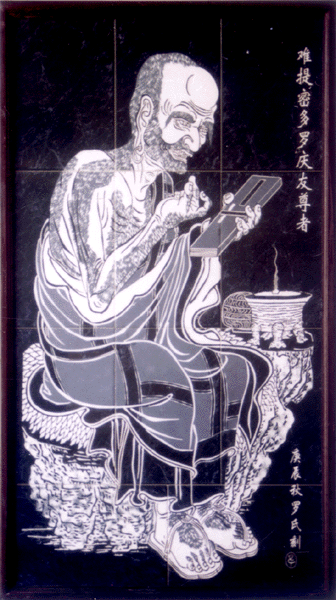
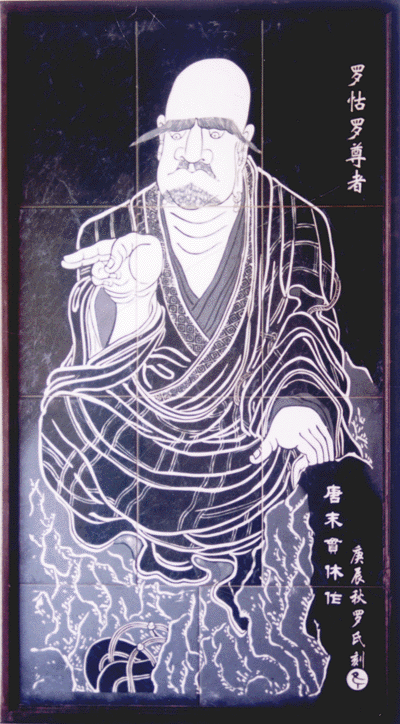
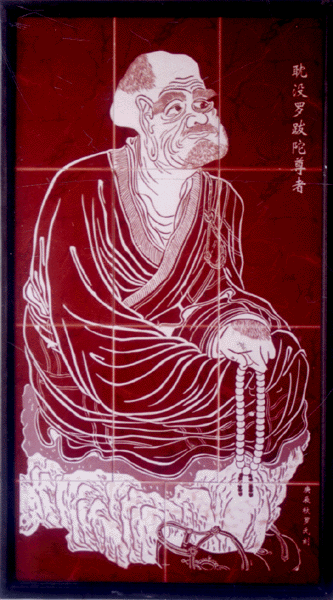
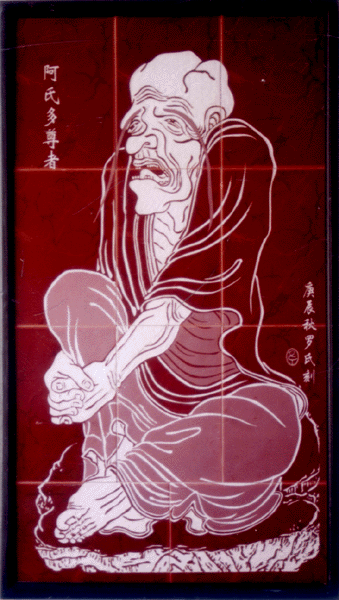
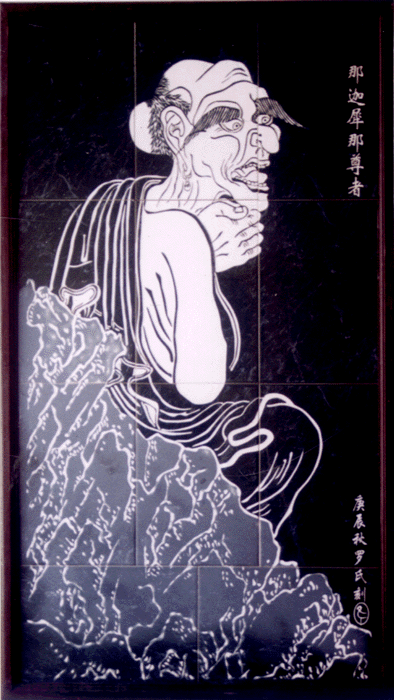
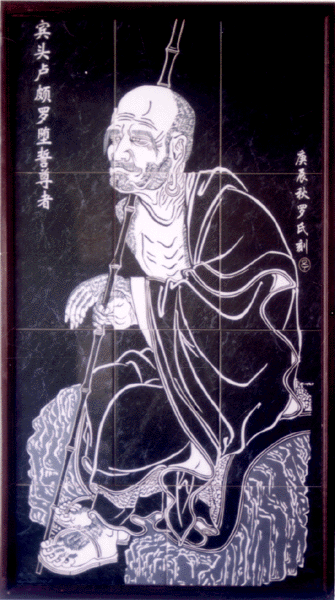
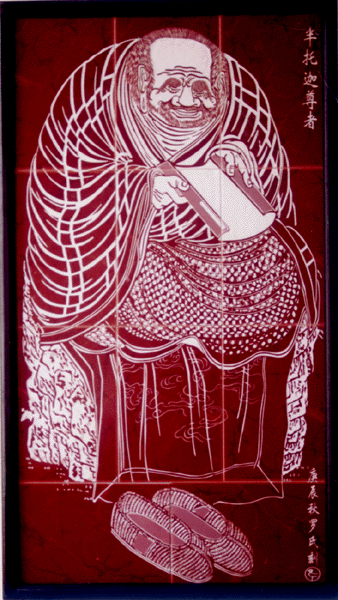
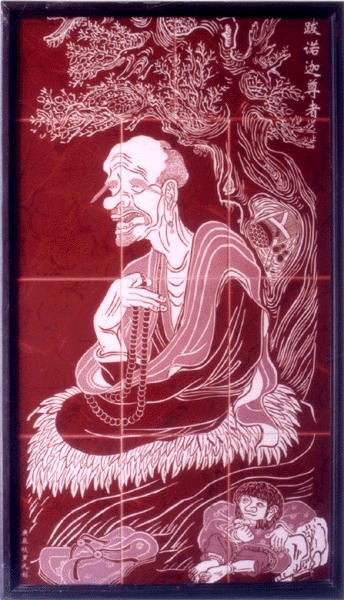
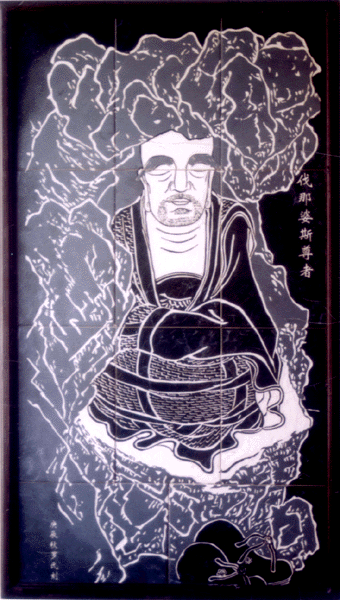
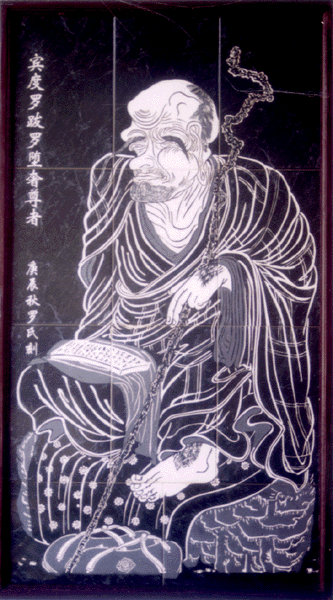